# Tatort: Der Spezialist
Der Spezialist ist ein Fernsehfilm aus der Krimireihe Tatort. Es ist der 12. Fall der Düsseldorfer Ermittler Flemming und Koch und die 323. Tatortfolge. Der vom Westdeutschen Rundfunk und Bavaria Film produzierte Beitrag wurde am 1. Januar 1996 auf Das Erste zum ersten Mal gesendet.
Kommissar Flemming hat zwei Morde aufzuklären, die zwar nach Selbstmord aussehen, aber in Wirklichkeit von einem korrupten Kollegen begangen wurden, mit dem Flemming sich anlegen muss.

## Handlung
Karl Ammond ist Hauptkommissar in der Abteilung für Wirtschaftskriminalität und wird von Moretta erpresst. Doch anstatt auf dessen gesamte Forderungen einzugehen, bedroht er ihn mit einer Pistole und Moretta stürzt beim Zurückweichen über ein Geländer, sodass er einige Stockwerke in die Tiefe fällt.
Als Moretta gefunden wird und er eine sehr große Menge Geld in der Tasche hat, zweifelt Flemming daran, dass es Selbstmord war. Ehe sich die Polizei in der Wohnung des Toten umsehen kann, hat bereits Morettas Freundin das belastende Material an sich genommen. Von Morettas Eltern erfährt Flemming, dass ihr Sohn bis vor kurzem bei der Spedition Schubert gearbeitet hat. Der Besuch dort bringt den Ermittler jedoch nicht weiter, auch die ehemaligen Kollegen kannten Moretta kaum. Dennoch können sie Hinweise zu seiner Freundin, Edith Kruse, geben, die inzwischen die kriminellen Aktivitäten weiterverfolgt, die ihr Freund begonnen hat. So setzt sie die Erpressung fort und teilt Ammond telefonisch mit, dass sie wüsste, dass er ein Mörder sei. Der Polizei gegenüber behauptet sie allerdings, nichts mit Moretta gehabt zu haben.
Flemming fand das Verhalten des Chefs der Spedition Schubert auffällig und will die Akten einsehen, um dadurch mehr über die Firma in Erfahrung zu bringen. Bei seiner Recherche gerät er an Ammond, der nun versucht seine Hände schützend über die Spedition zu halten, mit der er schon länger illegale Geschäfte macht – mit diesem Zuverdienst will er seinen Lebensabend in Florida finanzieren. Er informiert den Dezernatsleiter, dass Flemming mit seinen Untersuchungen die Verbindung zu seinem besten Informanten gefährdet. Um das zu verhindern, möchte er bei den Ermittlungen mit einbezogen werden. Flemming gefällt das überhaupt nicht, kann sich aber nicht so einfach über die Anweisung hinwegsetzen. Ammond fordert nun seinerseits Einsicht in den Stand der Ermittlungen und erfährt so, dass Edith Kruse eine Aussage machen will. Um dem zuvorzukommen, sucht er Kruse auf und bietet ihr Geld, wie sie es gefordert hat. Da sie sich jedoch von Ammond bedroht fühlt, greift sie ihn an, woraufhin er sie am Ende ungewollt erstickt. Die Dokumente, die ihn belasten, kann er entwenden.
Da sich Edith Kruse nicht wie vorgesehen auf dem Revier zur Aussage eingefunden hat, sucht die Polizei sie auf und findet sie erhängt im Bad. Obwohl es so aussieht, als habe sie sich aus Kummer um ihren Freund umgebracht, hegt Flemming daran Zweifel.
Ammond trifft sich indessen mit Schubert und erfährt von ihm, dass Moretta auch ihn erpresst hatte. Zurzeit planen sie einen gemeinsamen Waffendeal und können sich keine Komplikationen leisten. Im Rahmen der Ermittlungen lädt er Schubert sogar ins Präsidium und führt ein vorher mit ihm abgesprochenes Verhör, was den Suizid von Edith Kruse plausibel erscheinen lässt. Trotzdem bringt das Flemming nicht von seiner Theorie ab. Er durchleuchtet nicht nur Ammonds Telefongespräche, sondern auch sein Privatvermögen und kommt ihm so allmählich hinter seinen Plan. Zudem finden sich bei der heimlichen Durchsuchung von Ammonds Büro verdächtige Unterlagen. So lässt er Ammond spüren, dass er etwas über ihn weiß. Da Ammond sich immer mehr in die Enge getrieben fühlt, verrät er nun Schubert an die Waffenlieferanten, die den Spediteur kurzerhand umbringen.
Ammond wird mittlerweile feierlich in den Ruhestand verabschiedet. Flemming sieht sich noch einmal in dessen Büro um und findet ein verdächtiges Fax, das zu einer angeblichen Treuhandfirma führt. Flemming sieht sich auch dort um und findet ein leerstehendes Büro einer Scheinfirma, die eindeutig Ammond selbst gehört. In den Unterlagen finden sich nicht nur belastende Akten, sondern auch die unverwechselbare Stimme von Ammond auf dem Anrufbeantworter. Flemming konfrontiert Ammond mit den gefundenen Akten, woraufhin dieser fluchtartig seine Abschiedsfeier verlässt und sich im Innenhof des Präsidiums mit seiner Dienstwaffe erschießt.

## Hintergrund
Die Dreharbeiten zu diesem 323. Tatort-Krimi fanden in Düsseldorf und dem Polizeipräsidium von Düsseldorf statt. In den ersten 10 Filmminuten stürzt das Opfer im Parkhaus des Kaufhof an der Schadowstraße. Diese Einstellung lässt deutlich die „Tatortspirale“ des Vorspanns der Krimireihe erkennen.

## Rezeption

### Einschaltquoten
Die Erstausstrahlung des Tatort Der Spezialist am 1. Januar 1996 wurde in Deutschland insgesamt von 5,35 Millionen Zuschauern gesehen und damit ein Marktanteil von 18,05 % erreicht.

## Kritiken
Die Kritiker der Fernsehzeitschrift TV-Spielfilm beurteilen den Film als:

„Krimi mit einer erfrischenden Prise Satire“

Rainer Tittelbach von tittelbach.tv meint, Der Spezialist „ist ein klassischer Suspense-Krimi. Der Täter wird offen geführt, ein Krimi als Duell zwischen zwei Kommissaren. Aber auch ein Duell zweier großer Schauspieler: Lüttge gegen Hoppe.“ Für die Rolle des korrupten Beamten „ist einer wie Rolf Hoppe genau der richtige Darsteller. Diese leise, brüchige Stimme, das nachdenkliche Gesicht, das souveräne Auftreten. Wie er dem Zuschauer nach und nach Einblicke in sein Wesen gewährt, sich vom höchst kultivierten Kommissar kaum merklich zum cleveren Mini-Mabuse wandelt, mit dem es sich durchaus mitfühlen lässt – das ist Kammerspiel-„Tatort“-Spitzenklasse.“ Tittelbach beurteilt weiter: „Auch optisch bietet „Der Spezialist“ allerhand. Nicht umsonst sieht sich Fischer als „fotografischer Regisseur“. Seine Handschrift schlägt sich nieder in klarer Bildaufteilung, ungewohnten Perspektiven, extremen Farben.“